# Drittwiderspruchsklage
Die Drittwiderspruchsklage (auch: Interventionsklage) ist eine prozessuale Gestaltungsklage des deutschen Zwangsvollstreckungsrechts, geregelt in § 771 bis § 774 der Zivilprozessordnung (ZPO). Mit ihr macht ein Dritter, der weder Schuldner noch Gläubiger ist, geltend, dass ihm an dem Gegenstand der Zwangsvollstreckung ein die Veräußerung hinderndes Recht zustehe. 
Ziel ist es, dass einzelne Vollstreckungsmaßnahmen eingestellt oder aufgehoben werden, weil ein Veräußerungsverbot zugunsten des Klägers besteht. 
Bis zur Beendigung der Vollstreckung ist der Einwand der Vollstreckung in schuldnerfremdes Vermögen bei Leistungs- und Feststellungsklagen nur nach § 771 ZPO geltend zu machen. In Abgrenzung zu anderen Rechtsbehelfen, kommt die Erinnerung gemäß § 766 ZPO in Betracht, wenn vollstreckungsverfahrensrechtliche Fehler gerügt werden sollen. Werden materiell-rechtliche Einwendungen des die Veräußerung hindernden Rechts gerügt, ist wiederum nur § 771 ZPO einschlägig. Werden beide Arten von Einwendungen erhoben, sind sie nebeneinander möglich. Wahlweise ist auch Klage auf vorzugsweise Befriedigung nach § 805 ZPO möglich. Vorläufigen Rechtsschutz gewährt gemäß § 771 Abs. 3, § 769 ZPO die einstweilige Anordnung.

## Zweck und Rechtsnatur
Hat der Gerichtsvollzieher den Auftrag eine Sache zu pfänden, prüft er, ob diese sich im Gewahrsam des Schuldners befindet. Kraft gesetzlicher Anordnung muss nicht überprüft werden, ob die Sache im Eigentum des Schuldners steht oder mit dem Recht eines Dritten belastet ist. Eine solche Prüfung könnte oft nur unter hohem Aufwand durchgeführt werden und daher die Effektivität der Zwangsvollstreckung beeinträchtigen. Somit kann eine schuldnerfremde Sache gepfändet werden. Entsprechendes gilt bei der Forderungspfändung. Um sein Recht zu schützen, kann der Rechtsinhaber Drittwiderspruchsklage erheben.
Bei der Drittwiderspruchsklage handelt es sich nach vorherrschender Auffassung um eine prozessuale Gestaltungsklage, da eine Feststellungs- oder Leistungsklage keine Unzulässigkeit der Zwangsvollstreckung bewirkten. Parallelen zur Drittwiderspruchsklage weist für das Insolvenzverfahren die Geltendmachung eines Aussonderungsrechts nach § 47 InsO auf.

## Abgrenzung zu anderen Rechtsbehelfen
Die Drittwiderspruchsklage ist von anderen Rechtsbehelfen des Zwangsvollstreckungsrechts abzugrenzen:
Mit der Vollstreckungserinnerung nach § 766 ZPO kann eine Zwangsvollstreckung auf Verfahrensfehler hin geprüft werden. Da die materielle Rechtslage allerdings bei der Vollstreckung nicht geprüft wird, stellt die Pfändung eines schuldnerfremden Gegenstands keinen Verfahrensfehler dar. Mit der Erinnerung kann der Dritte demnach seine materiellen Rechte nicht schützen. Sofern die Vollstreckung allerdings verfahrensfehlerhaft erfolgt, kann die Vollstreckungserinnerung neben der Drittwiderspruchsklage geltend gemacht werden.
Mit der Vollstreckungsabwehrklage nach § 767 ZPO greift der Vollstreckungsschuldner den titulierten Anspruch mit materiellrechtlichen Einwendungen an. Dem Dritten steht sie daher nicht zur Verfügung.
Mit der Klage auf vorzugsweise Befriedigung nach § 805 ZPO setzt ein Gläubiger ein Recht durch, das ihm in der Vollstreckung den Vorrang gegenüber anderen Gläubigern einräumt. Zur Drittwiderspruchsklage verhält sie sich damit wie ein Minus.
Eine Leistungsklage gegen den Gläubiger, die sich auf Herausgabe des gepfändeten Gegenstands oder auf Unterlassung der Zwangsvollstreckung richtet, ist während der Vollstreckung unzulässig, da die Drittwiderspruchsklage der speziellere Rechtsbehelf ist. Gemäß § 771 Abs. 2 ZPO kann der Dritte jedoch parallel zur Drittwiderspruchsklage den Schuldner auf Leistung verklagen. Schuldner und Gläubiger sind in diesem Fall einfache Streitgenossen.

## Zulässigkeitsvoraussetzungen der Drittwiderspruchsklage, § 771 ZPO
(2) Wird die Klage gegen den Gläubiger und den Schuldner gerichtet, so sind diese als Streitgenossen anzusehen.

### Statthaftigkeit
Statthaft ist die Drittwiderspruchsklage, wenn ein Dritter ein die Veräußerung hinderndes Recht an einem Vollstreckungsgegenstand durch den Vollstreckungsgläubiger geltend macht. Dies hat er schlüssig darzulegen.

### Rechtsschutzbedürfnis
Das Rechtsschutzbedürfnis ist grundsätzlich im Zeitraum zwischen Beginn und Beendigung der Vollstreckung gegeben.
Die Vollstreckung beginnt mit der Vornahme der ersten Vollstreckungshandlung. Ab diesem Zeitpunkt sind Gegenstände beim Schuldner durch die Vollstreckung gefährdet. Eine Ausnahme gilt in Fällen der Herausgabevollstreckung: Da sich diese gegen einen bestimmten Gegenstand richtet, ist dieser bereits mit Entstehung des Titels durch die Vollstreckung bedroht. Daher begründet bereits der Titel das Rechtsschutzbedürfnis. Fehlt das Rechtsschutzbedürfnis, weil die Vollstreckung noch nicht begonnen hat, kann der Gläubiger gemäß § 1004 des Bürgerlichen Gesetzbuchs (BGB) auf Unterlassung der Vollstreckung klagen.
Mit dem Abschluss der Vollstreckung entfällt das Rechtsschutzbedürfnis, da das Klageziel – die Verhinderung der Vollstreckung – ab diesem Zeitpunkt nicht mehr erreicht werden kann. Der Dritte kann dann lediglich den Verwertungserlös als ungerechtfertigte Bereicherung herausverlangen.

### Gerichtszuständigkeit
Örtlich zuständig ist gemäß § 771 Abs. 1 ZPO das ordentliche Gericht, in dessen Bezirk die angegriffene Pfändungshandlung vorgenommen worden ist. Nach § 802 ZPO handelt es sich hierbei um eine ausschließliche Zuständigkeit.
Die sachliche Zuständigkeit richtet sich nach § 23, § 71 des Gerichtsverfassungsgesetzes (GVG): Sie richtet sich grundsätzlich nach dem Streitwert. Bis zu einem Streitwert von 5.000 Euro ist Amtsgericht zuständig, andernfalls das Landgericht. Der Streitwert bemisst sich gemäß § 6 ZPO nach dem Wert der Sache oder des geltend gemachten Anspruchs. Sofern beide Werte unterschiedlich sind, ist der geringere Wert ausschlaggebend. Für spezifische Materien bestehen streitwertunabhängige Zuweisungen, etwa für Streitigkeiten im Rahmen eines Wohnraummietverhältnisses.

## Begründetheit der Drittwiderspruchsklage
Begründet ist die Drittwiderspruchsklage, wenn der Kläger ein die Veräußerung hinderndes Recht im Sinne des § 771 ZPO hat. Das Interventionsrecht ist eine Berechtigung, aufgrund derer die Veräußerung der den Vollstreckungsgegenstand bildenden Sache durch den Schuldner dem berechtigten Dritten gegenüber rechtswidrig wäre. Dafür ist die Voraussetzung, dass der Vollstreckungsgegenstand nicht zum Vermögen des Vollstreckungsschuldners gehört und ein Dritter ein dingliches oder obligatorisches Recht an dem Gegenstand hat. Hierzu sind in der Rechtsprechung Fallgruppen gebildet worden.

### Eigentum
Praktisch bedeutsam ist das Interventionsrecht aus Eigentum. Es stellt den Prototyp des § 771 ZPO dar: So können etwa Mietgegenstände im Haushalt des Mieters nicht für dessen Verbindlichkeiten haften, weil sie im Eigentum des Vermieters stehen. Daher kann der Vermieter erklären lassen, dass die Vollstreckung in die Sache unzulässig war. Auch Miteigentum berechtigt zur Intervention, was Bedeutsamkeit bei Teilungsversteigerungen nach § 180 ZVG haben kann. Dem Vorbehaltseigentümer steht ein Interventionsrecht aufgrund seines Anwartschaftsrechts zu, dem Vorbehaltsverkäufer aufgrund von Eigentum. Der Vorbehaltskäufer kann allerdings mit der Drittwiderspruchsklage lediglich die Verwertung in der Zwangsvollstreckung verhindern, nicht hingegen die Pfändung der Sache, da diese das Anwartschaftsrecht noch nicht gefährdet. Letztlich hat auch der Leasinggeber die Möglichkeit der Erhebung der Drittwiderspruchsklage, wenn er in seinen Leasingrechten beeinträchtigt wird.

### Beschränkt dingliche Rechte
Beschränkt dingliche Rechte sind Interventionsrechte, wenn sie durch die Vollstreckung unmittelbar beeinträchtigt werden. Möglich ist dies beispielsweise bei der Vollstreckung in eine Sache, die sich im Haftungsverband einer Hypothek oder Grundschuld befindet (§ 1120 BGB). Dies trifft etwa auf landwirtschaftliche Geräte auf einem Bauernhof zu, bei denen es sich gemäß § 98 BGB um Grundstückszubehör handelt. Kein Interventionsrecht geben beschränkt dingliche Rechte demgegenüber gegen eine Zwangsvollstreckung in das Grundstück selbst, da diese das Grundpfandrecht nicht beeinträchtigen kann und eine Zwangshypothek gegenüber dem Grundpfandrecht nachrangig ist.
Ob ein Pfandrecht an einer Sache ein Interventionsrecht gibt, beurteilt sich danach, ob sein Inhaber Besitzer der verpfändeten Sache ist. Ist er mittelbarer oder unmittelbarer Besitzer, so etwa gemäß § 1205 BGB beim vertraglichen Pfandrecht, ist er zur Intervention nach § 771 ZPO berechtigt. Ist er kein Besitzer, so etwa beim Vermieterpfandrecht aus § 562 BGB, kann er lediglich gemäß § 805 ZPO auf vorzugsweise Befriedigung klagen. Ein Pfandrecht an einem Recht ist ein Interventionsrecht nach § 771 ZPO.
Zur Intervention berechtigt ferner das Nießbrauchsrecht (§ 1030 BGB), soweit es durch die Vollstreckung gefährdet ist.

### Treuhandverhältnisse
Ein Treuhandverhältnis liegt vor, wenn jemand bei der Ausübung eines eigenen Rechts an die Vorgaben eines Dritten gebunden ist. Ersterer wird als Treuhänder, letzterer als Treugeber bezeichnet. Zur Beantwortung der Frage, wer Drittwiderspruchsklage erheben kann, wird zwischen eigennütziger und uneigennütziger (fremdnütziger) Treuhand unterschieden.

#### Uneigennützige (fremdnützige) Treuhand
Bei der uneigennützigen Treuhand (auch: Verwaltungstreuhand) übt der Inhaber ein Recht für einen anderen aus. Das Treugut bleibt im Vermögen des Treugebers. Nur der Treugeber hat ein Interventionsrecht. Beispiel Anderkonto: Vollstreckt ein Gläubiger des Treuhänders, steht dem Treugeber die Drittwiderspruchsklage zu, da der Gegenstand bei wirtschaftlicher Betrachtung zu dessen Vermögen zählt. Aus diesem Grund kann sich der Treuhänder nicht über § 771 ZPO gegen die Vollstreckung durch einen Gläubiger des Treugebers wehren.

#### Eigennützige Treuhand
Zur eigennützigen Treuhand (auch: Sicherungstreuhand) gehören insbesondere das Sicherungseigentum und die Sicherungsabtretung, klassische Fälle der Übertragung von Rechten zum Zwecke der Kreditsicherung.
Die Bewertung der Rechtslage der eigennützigen Treuhand ist in beiden Fällen umstritten. Nach herrschender Meinung hat der Sicherungsnehmer beim Sicherungseigentum ein Interventionsrecht, wenn die Pfändungsmaßnahmen durch die Gläubiger des Sicherungsgebers vorliegen. Begründet wird dies damit, dass Sicherungseigentum formell und materiell vollwirksames Eigentum sei. Eine andere Auffassung geht dahin, dass Sicherungseigentum wie ein besitzloses Pfandrecht zu behandeln sei, mit der Folge, dass er allenfalls zur Klage auf vorzugsweise Befriedigung (§ 805 ZPO) berechtigt sei. Diese Auffassung lässt sich durch einen Querblick in das Insolvenzrecht stützen: dort besitzt Sicherungseigentum eine schwächere Stellung als anderes Eigentum, denn gemäß § 51 Nr. 1 InsO erlaubt es nicht die Aussonderung, sondern lediglich die Absonderung, die funktional der Klage auf vorzugsweise Befriedigung entspricht.
Die herrschende Meinung geht weiterhin davon aus, dass auch der Sicherungsgeber ein Interventionsrecht hat, wenn Pfändungsmaßnahmen durch Gläubiger des Sicherungsnehmers erfolgen; dies jedenfalls bis zu dem Zeitpunkt, an dem der Sicherungsnehmer die Sache verwerten kann. Dieser Auffassung steht die Meinung gegenüber, dass unabhängig von der Verwertungsreife, nur bei vorheriger beziehungsweise gleichzeitiger Begleichung der Forderung, ein Interventionsrecht gegeben sein könne.
Gleiches gilt für die Fälle der Sicherungsabtretung.

### Inhaberschaft einer Forderung oder eines anderen Vermögensrechts
Die Inhaberschaft einer Forderung oder eines anderen Vermögensrechts berechtigt zur Intervention. Zwar ist die Pfändung einer Forderung, die nicht dem Schuldner gehört, nicht möglich. Der Inhaber der Forderung kann durch die Klage jedoch den Anschein der Forderungspfändung beseitigen.

### Schuldrechtliche Ansprüche
Schuldrechtliche Herausgabeansprüche auf Überlassung von Gegenständen, die etwa bei Miete, Pacht, Leihe, Verwahrung oder beim Auftrag bestehen, vermitteln Interventionsrechte.
Anders verhält es sich bei bloßen Verschaffungsansprüchen, die etwa aus Kauf oder Vermächtnis folgen. Weil sich die Sache bei diesen noch im Vermögen des Schuldners befindet, begründet der Verschaffungsanspruch kein Interventionsrecht.

### Besitz
Der Besitz an einer unbeweglichen Sache ist für die materielle Rechtslage unerheblich. Daher gibt er kein interventionsrecht.
Ob der Besitz an einer beweglichen Sache zur Drittwiderspruchsklage berechtigt, ist umstritten. Die herrschende Meinung und die Rechtsprechung bejahen dies bei berechtigtem (un-)mittelbarem Besitz. Eine andere Ansicht gibt kein Interventionsrecht, da der Besitz nur auf die Ausübung der tatsächlichen Sachherrschaft abstellt und folglich nicht Teil des Vermögens sein kann.

### Weitere Rechte
Zurückbehaltungsrechte berechtigen grundsätzlich nicht zur Intervention. Ausnahmen gelten für das Zurückbehaltungsrecht nach § 1000 BGB und nach § 369 des Handelsgesetzbuchs (HGB), da diese pfandähnliche Befriedigungsrechten aus § 1003 BGB und § 371 HGB geben.
Schließlich gibt das Anfechtungsrecht nach der Insolvenzordnung ein Interventionsrecht, da es bei wirtschaftlicher Betrachtung einem Herausgabeanspruch nahesteht.

## Fälle unzulässiger Rechtsausübung
Gegen die Drittwiderspruchsklage kann der Vollstreckungsgläubiger unterschiedliche Einwendungen erheben, sofern der Kläger wegen unzulässiger Rechtsausübung zur Duldung der Zwangsvollstreckung verpflichtet ist. Dazu sind unterschiedliche Fallgruppen entwickelt worden.
Zunächst kann der Gläubiger grundsätzlich bestreiten, dass materiellrechtlich ein Interventionsrecht besteht. In der Praxis wird häufig vorgebracht, es liege ein Scheingeschäft (§ 117 BGB) oder ein Sittenverstoß (§ 138 BGB) vor.
Gemäß § 9 Anfechtungsgesetz (AnfG) kann der Gläubiger in einer anderen Fallkonstellation geltend machen, dass das Interventionsrecht durch eine anfechtbare Rechtshandlung erlangt worden ist. Anfechtbar sind Rechtshandlungen, die in der Absicht vorgenommen werden, den Gläubiger zu benachteiligen, § 3 Abs. 1 Nr. 1 AnfG, etwa das Wegschenken von Gegenständen (§ 4 AnfG), um sie dem Gläubigerzugriff zu entziehen. Den Gläubiger trifft dabei die Darlegungslast, weshalb ein umfassendes Tatsachenvorbringen erforderlich ist. Wird jemand durch die Rechtshandlung begünstigt, verpflichtet ihn § 11 AnfG zur Herausgabe der durch die anfechtbare Rechtshandlung erlangten Leistung. Daher wäre es ein unzulässiges widersprüchliches Verhalten des Klägers, die Vollstreckung mit der Drittwiderspruchsklage abzuwehren.
Ein ebenfalls bedeutender Fall unzulässiger Rechtsausübung liegt vor, wenn der Kläger die Drittwiderspruchsklage zur Herausgabe von Sicherungseigentum bemüht, obwohl ihn die Verpflichtung trifft, das Eigentum an dem Pfändungsgegenstand an den Gläubiger oder den Schuldner zurück zu übertragen. Eine typische Konstellation ist die Hingabe eines Darlehens und Besicherung desselben durch Sicherungsübereignung einer Sache bei gleichzeitiger Abrede, dass die Tilgung des Darlehens zu einem Rückübertragungsanspruch führt.
Ferner kann der Beklagte einwenden, dass der Kläger selbst für die titulierte Forderung haftet, etwa als Bürge oder Gesamtschuldner.
Schließlich kann er der Drittwiderspruchsklage entgegenhalten, dass ihm ebenfalls ein Recht an der Sache zusteht, das in seinem Rang über dem des Klägers steht, etwa ein vorrangiges Pfandrecht (§ 1209 BGB).

## Rechtsfolgen

### Wirkung einer begründeten Drittwiderspruchsklage
Hat der Kläger im Zeitpunkt der letzten mündlichen Verhandlung ein die Veräußerung hinderndes Recht, ist seine Drittwiderspruchsklage begründet. Dies führt nach § 775 Nr. 1 ZPO dazu, dass die Zwangsvollstreckung unzulässig ist, soweit sie das Recht des Klägers beeinträchtigt. Gemäß § 776 ZPO kann der Kläger infolgedessen verlangen, dass laufende Vollstreckungsmaßnahmen eingestellt und bereits vorgenommene aufgehoben werden. Anders als im Fall einer begründeten Vollstreckungsabwehrklage (§ 767 ZPO) wird die Zwangsvollstreckung somit nicht insgesamt, sondern lediglich teilweise für unzulässig erklärt.
Die Klage besitzt keine aufschiebende Wirkung, hindert also die Durchführung der Zwangsvollstreckung während des Prozesses nicht. Um diese zu verhindern, kann der Kläger gemäß §§ 771 Abs. 3, 769 ZPO beim Prozessgericht den Erlass einer einstweiligen Anordnung beantragen.

### Nichterhebung einer Drittwiderspruchsklage bis zur Verwertung
Erhebt der Interventionsberechtigte keine Drittwiderspruchsklage, wird der gepfändete Gegenstand verwertet. Bewegliche Sachen werden gemäß § 814 ZPO öffentlich versteigert, wobei sie gemäß § 817 ZPO an den Meistbietenden durch Zuschlag verkauft und durch Ablieferung an diesen übereignet werden. Analog § 1247 BGB tritt der hierdurch erzielte Erlös im Wege dinglicher Surrogation an die Stelle der gepfändeten Sache, sodass der Interventionsberechtige diesen herausfordern kann. Dies ist möglich, solange der Erlös noch nicht an den Gläubiger herausgegeben worden ist. Hiernach kann der Interventionsberechtigte vom Gläubiger gemäß § 812 Abs. 1 S. 1 Alt. 2 BGB den Betrag als ungerechtfertigte Bereicherung herausfordern, da dieser rechtsgrundlos ins Recht des Interventionsberechtigten eingreift. Hierbei handelt es sich um eine Leistungsklage, die verlängerte Drittwiderspruchsklage bezeichnet wird.

### Kostenlast
Die Entscheidung über die Prozesskosten richtet sich nach § 91 bis § 107 ZPO. Grundsätzlich trägt nach § 91 Abs. 1 S. 1 ZPO diejenige Partei die Kosten, die im Rechtsstreit unterliegt. Hat der Beklagte allerdings nicht durch sein Verhalten zur Erhebung der Klage Anlass gegeben und erkennt er den Anspruch sofort an, fallen gemäß § 93 ZPO dem Kläger die Prozesskosten zur Last. Dies kann der Kläger vermeiden, indem er den Gläubiger, der die Pfändung veranlasst hat, zur Herausgabe des Pfandgegenstands auffordert. Hierbei muss er seine Ansprüche durch entsprechende Belege glaubhaft machen.

## Drittwiderspruchsklage bei Veräußerungsverbot, § 772 ZPO
§ 772 S. 1 ZPO bestimmt, dass ein Gegenstand, der einem gesetzlichen (§ 135 BGB) oder einem gerichtlichen oder behördlichen (§ 136 BGB) Veräußerungsverbot unterliegt, im Rahmen der Zwangsvollstreckung nicht veräußert werden soll. Ein solches Verbot untersagt die Verfügung über ein Recht. Bei einem Verstoß ist die Verfügung gegenüber demjenigen unwirksam, der durch das Verbot geschützt werden soll. Nach § 135 Abs. 1 S. 2 BGB bleibt die Wirkung des Veräußerungsverbots bestehen, wenn der Gegenstand in einer Zwangsvollstreckung veräußert wird. Die hiermit verbundene Rechtsunsicherheit macht den Erwerb des Gegenstands im Rahmen der Zwangsvollstreckung unattraktiv, weswegen es wahrscheinlich ist, dass bei der Versteigerung kein angemessenes Gebot erzielt wird. Aus diesem Grund will § 772 S. 1 ZPO verhindern, dass es zu einer solchen Versteigerung kommt.
§ 772 S. 2 ZPO bestimmt, dass derjenige, der durch das Veräußerungsverbot geschützt wird, Drittwiderspruchsklage erheben kann, um die Veräußerung zu verhindern. Das Interventionsrecht folgt aus der Rechtsposition des Dritten, die durch das Veräußerungsverbot geschützt wird. Daneben kann er mittels einer Vollstreckungserinnerung oder einer sofortigen Beschwerde (§ 793 ZPO) den Verstoß gegen § 772 S. 1 ZPO rügen.

## Drittwiderspruchsklage eines Nacherben, § 773 ZPO
§ 773 ZPO knüpft an die Nacherbschaft an. Nacherbe ist gemäß § 2100 BGB, wer vom Erblasser mit der Bestimmung als Erbe eingesetzt wird, dass er erst dann sein Erbe antreten soll, nachdem der Vorerbe verstirbt. Kommt es zu einer Zwangsvollstreckung in dessen Vermögen, läuft der Nacherbe Gefahr, dass hierdurch seine künftige Erbmasse verringert wird. Diese Gefahr wird durch § 2115 BGB gemindert. Hiernach ist eine Verfügung unwirksam, die innerhalb einer Zwangsvollstreckung oder eines Insolvenzverfahrens über das Vermögen des Vorerben vorgenommen wird, soweit sie das Erbrecht des Nacherben beeinträchtigt. Damit steht die Norm einer Veräußerung des Gegenstands im Rahmen des Vollstreckungsverfahrens entgegen. § 773 ZPO enthält eine diesbezügliche Verfahrensregelung: Hiernach soll ein Gegenstand, über den eine Verfügung wegen § 2115 BGB unwirksam wäre, nicht veräußert werden. Die Regelung weist damit eine vergleichbare Struktur wie § 772 ZPO auf und verfolgt auch den gleichen Zweck wie diese Norm.
Der Nacherbe kann gemäß § 773 S. 2 ZPO die Veräußerung im Wege der Zwangsvollstreckung verhindern, indem er hiergegen Drittwiderspruchsklage erhebt. Daneben kann er wie bei § 772 ZPO den Verstoß gegen die Verfahrensbestimmung des § 773 S. 1 ZPO rügen.

## Drittwiderspruchsklage des Ehegatten oder Lebenspartners, § 774 ZPO
§ 774 ZPO knüpft an § 741 ZPO an und ist bei Gütergemeinschaften von Bedeutung. Hiernach genügt für die Vollstreckung in das Gesamtgut von Ehe- oder Lebenspartnern, die in Gütergemeinschaft leben, ein Titel gegen einen von beiden Partnern, sofern dieser das Gesamtgut nicht allein verwaltet und ein Erwerbsgeschäft führt. § 774 ZPO ermöglicht dem Partner, gegen den sich die Zwangsvollstreckung nicht richtet, mittels einer Drittwiderspruchsklage geltend zu machen, dass ein Gegenstand, in den unter den Voraussetzungen des § 741 ZPO vollstreckt wurde, nicht für die Forderungen des die Vollstreckung betreibenden Gläubigers haftet. Nach § 1460 BGB kann dies beispielsweise der Fall sein, wenn der Partner dem Geschäft, aus dem die Forderung des Gläubigers resultiert, nicht zugestimmt hat.

## Rechtslage in anderen Staaten

### Österreich und Liechtenstein
Der Drittwiderspruchsklage entspricht im österreichischen Zwangsvollstreckungsrecht die Exszindierungsklage nach § 37 Exekutionsordnung (EO). Sie setzt voraus, dass dem Kläger an einer Sache, in die vollstreckt wird, ein Recht zusteht, das einer Exekution entgegensteht. Zuständig für die Klage ist nach § 37 Abs. 3 EO das Exekutionsgericht.
Nahezu identisch ist die Klage im liechtensteinischen Zwangsvollstreckungsrecht ausgestaltet.

### Schweiz
Nach dem schweizerischen Bundesgesetz über Schuldbetreibung und Konkurs (SchKG) machen Dritte ihre Ansprüche an einer Sache im Widerspruchsverfahren nach Art. 106 - Art. 109 SchKG geltend. Hierbei meldet der Dritte sein Recht beim Betreibungsamt an. Befindet sich der betroffene Gegenstand im Alleingewahrsam des Schuldners, können Schuldner und Gläubiger gegen das Recht des Dritten nach Art. 107 Abs. 1 SchKG Widerspruch einlegen. Unterlassen sie dies, gilt das Recht als bestehend. Andernfalls kann der Dritte nach Art. 107 Abs. 5 SchKG Klage auf Feststellung des Rechts erheben. Befindet sich die Sache im Gewahrsam des Dritten, können Gläubiger und Schuldner nach Art. 108 Abs. 1 SchKG darauf klagen, dass dem Dritten sein Recht aberkannt wird.
Die Klage wird nach Art. 109 Abs. 1 SchKG grundsätzlich beim Gericht eingereicht, in dessen Bezirk die Betreibung erfolgt. Richtet sich die Klage nach Art. 108 Abs. 1 SchKG gegen eine Person, die ihren Wohnsitz in der Schweiz hat, wird sie am Gericht eingereicht, in dem sich sein Wohnsitz befindet.